# Tear vertical

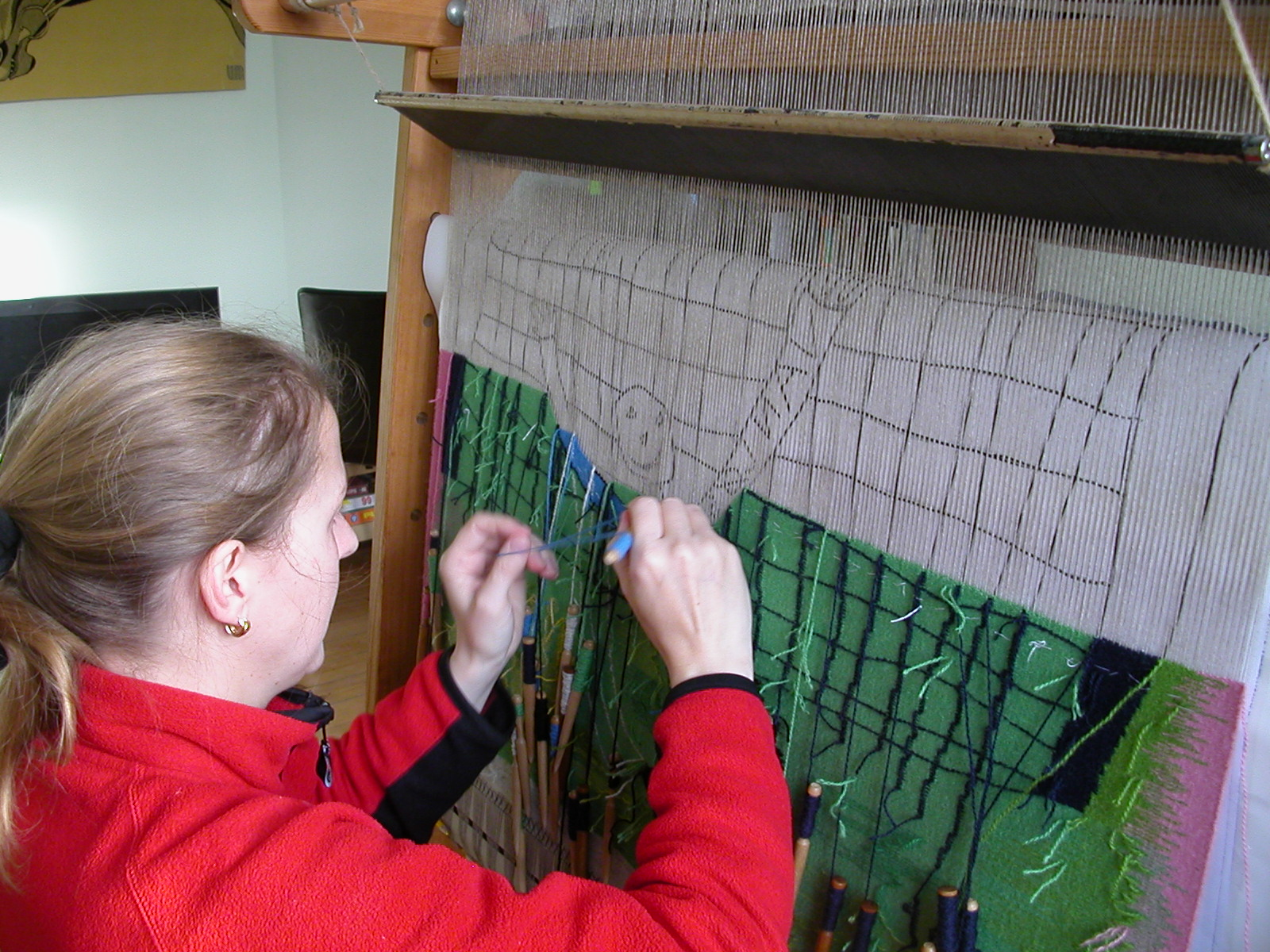
Tapeçaria num tear vertical na Manufatura dos Gobelins.

Um tear vertical era um tipo de tear usado para fazer tecidos que ainda é usado para fazer tapeçarias com diferentes técnicas (ver página Tapeçaria). Apareceu no período Neolítico, é retratado no antigo Egito ou em vasos da Grécia da Idade do Bronze e era comum em toda a Europa, permanecendo em uso na Escandinávia até os tempos modernos

## História

### O tear vertical com duas travessas
Os primeiros teares não possuíam barras de liço, cada fio da trama era enfiado com uma Lançadeira ou com uma agulha, fio por fio, depois batido (ou apertado) com um pente de madeira. Esses teares verticais tinham duas travessas horizontais e os fios do urdume eram esticados entre as duas, limitando o comprimento do tecido ao dobro da altura do tear.
Um aperfeiçoamento técnico foi feito pela barra de liço, paralela à trave e que permitia separar, a fileira par de fios da urdidura, da fileira ímpar, para permitir a passagem da lançadeira.

### O tear vertical de baixo liço

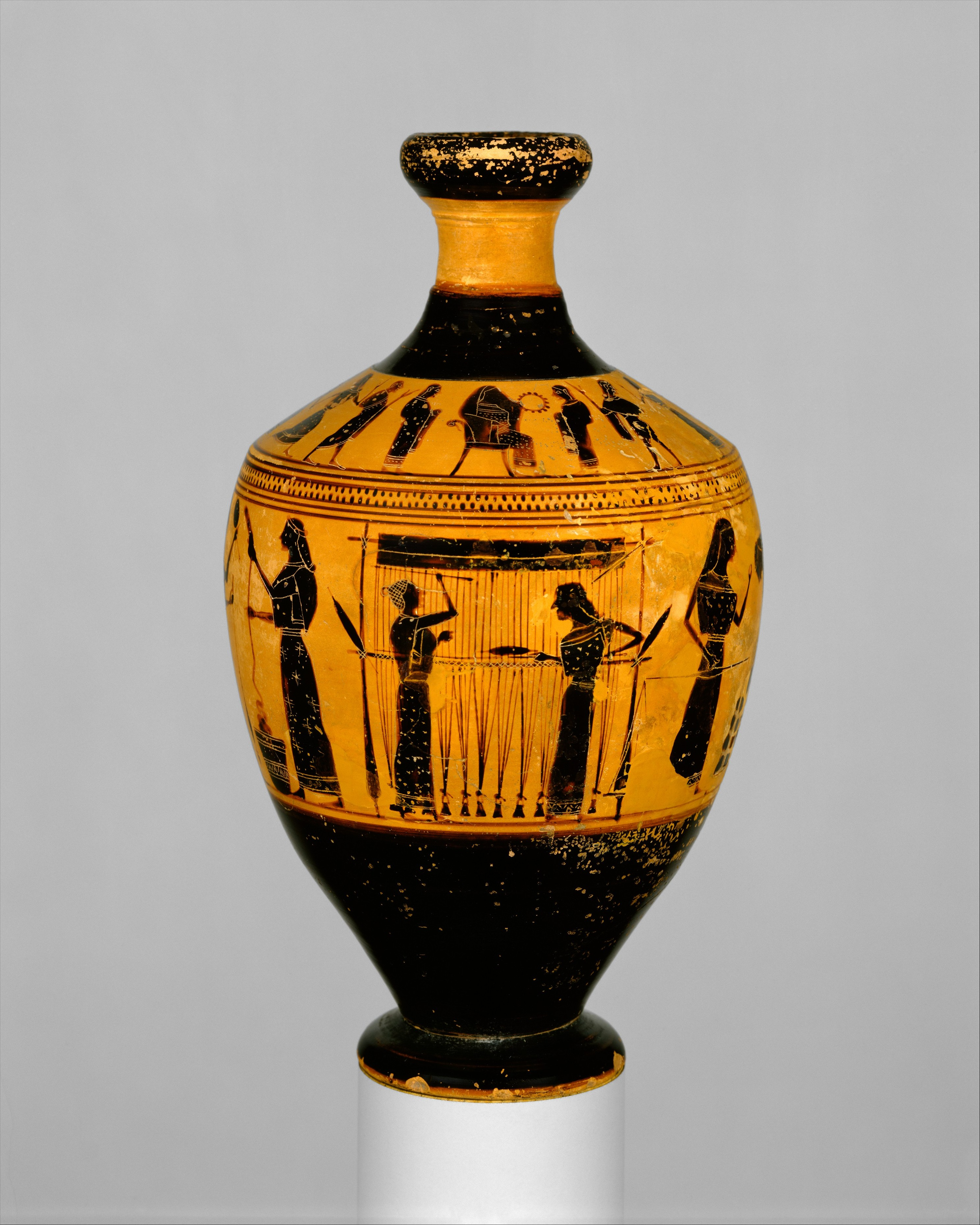
Lécito grego de 550-530 a.C. com a representação dum tear vetical
A mulher da direita passa uma lançadeira enquanto a colega aperta o fio da trama contra o tecido com uma régua.

É conhecido desde o Neolítico, a indícios dele ter sido já usado no quarto milénio a.C. na Mesopotâmia e os achados arqueológicos de pesos são numerosos a volta da bacia mediterrânica. Os achados mais antigos de teares verticais na Europa provém de locais pertencentes à cultura Starčevo na Sérvia e na Hungria modernas, e em locais do Neolítico tardio na Suíça. É representado em vasos gregos, e foi amplamente usado no norte entre os povos escandinavos. A pesquisadora Marta Hoffman encontrou teares verticais ainda em uso em uma ilha isolada na costa da Noruega e entre os Sami da Noruega e da Finlândia na década de 1950.

## Descrição e funcionamento

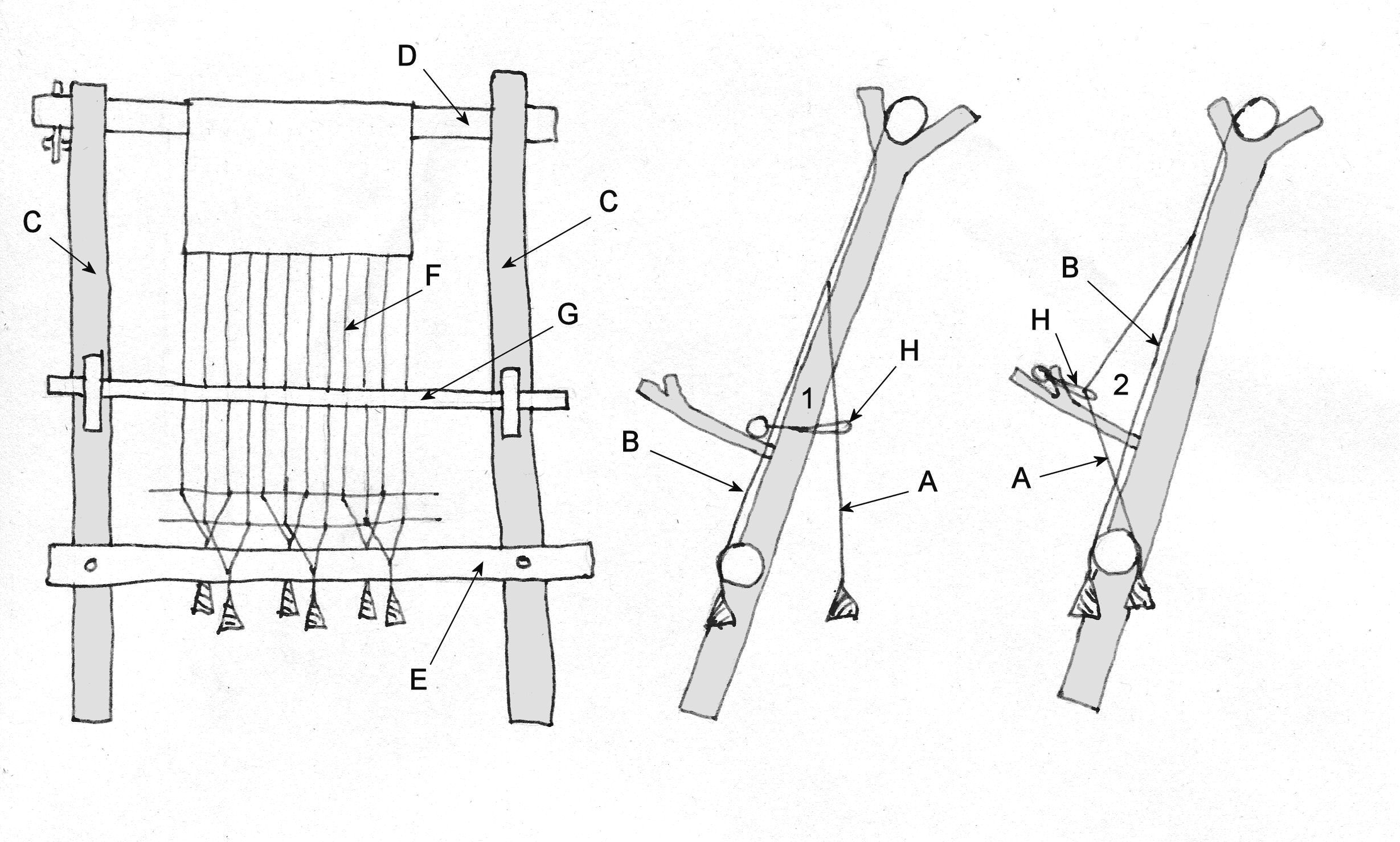
Esquema de um tear vertical de baixo liço

Era usado para confeccionar tecidos lisos em ponto de linho, ou com padrões em xadrez ou listras. O tear vertical de baixo liço é composto por dois montantes verticais (C) ligados em seus topos por uma barra redonda chamada viga (D) na qual o tecido é enrolado (esses montantes ditos verticais não são na verdade bem verticais, porque geralmente são encostados a uma parede e, portanto, fazem um ângulo com esta parede). Os fios do Urdume (F) ficam pendurados verticalmente na viga e são divididos em dois grupos para trama simples (tecelagem simples), fios pares e fios ímpares. Uma travessa inferior horizontal (E) separa os fios pares dos fios ímpares. Os fios pares (A) ficam pendurados perpendicularmente ao chão atrás do trilho inferior e formam um ângulo com os montantes. Os fios ímpares (B) repousam na barra transversal inferior e são paralelos aos montantes (1).

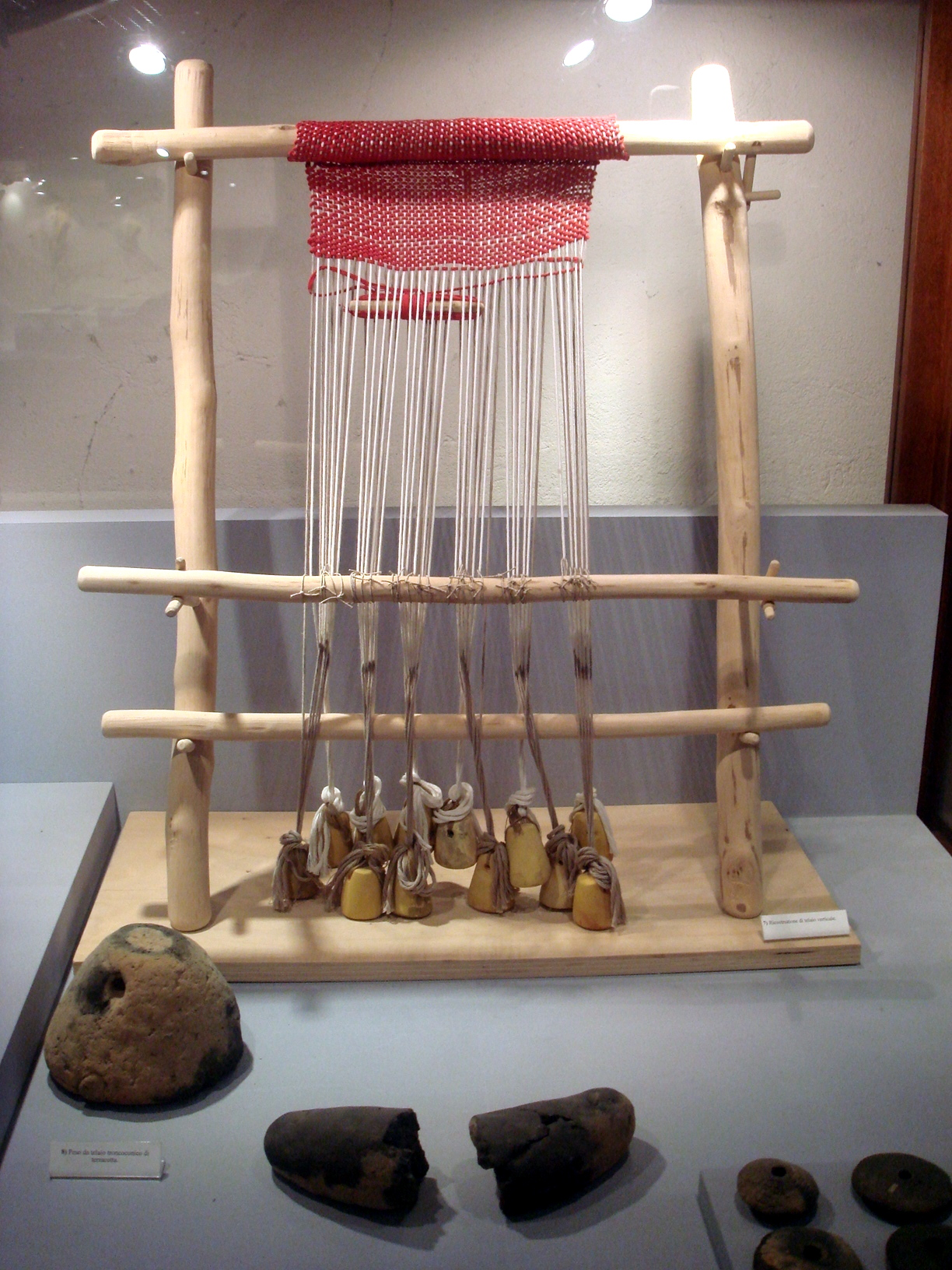
Tear vertical no Museu da préhistoria de Milano

Os dois grupos de fios do urdume (par e impar) são divididos em pequenos grupos de fios aos quais são fixados pesos (de pedra ou de barro, velha telha furada) que servem para garantir uma boa tensão. Os fios pares da urdidura (aqueles pendurados verticalmente na parte de trás) são atados à barra de liço (G) por fios (H), cada um passando entre dois fios ímpares da urdidura. A barra de liço é colocada sobre suportes que lhe permitem assumir duas posições. A primeira posição é dita, natural. O fio horizontal utilizado para a tecelagem, denominado fio de trama, é passado entre as duas camadas de fio com uma lançadeira ou simplesmente com o novelo de linha e depois apertado para cima com uma espada de tecelagem ou com um pente. Na segunda posição, a barra de liça é puxada para frente, a camada de fios pares passa na frente da camada de fios ímpares, o que cria uma configuração diferente que é chamado de artificial (2). O fio da trama é deste passado na outra direção entre os fios da urdidura, e assim passa alternadamente por cima e por baixo dos fios do urdume. Essa passagem do fio da trama no meio dos outros verticais para frente e para trás é repetida até que o tecido esteja acabado.

### O tear vertical com duas barras de liço
Permite prescindir de travessa inferior. Cada barra de liço é fixada a metade dos fios da urdidura e, assim, permite tecer uma trama simples puxando uma e outra barra alternadamente.

### O tear vertical com quatro barras de liço
Surgiu na Idade do Ferro (entre os séculos VIII e século V a.C. aproximadamente). Cada barra de liço está ligada a um quarto dos fios da urdidura. Permitiu tecer tramas cruzadas (sarja, espinha de peixe ou losangos). Podia ser acompanhado por dois teares (um de cada lado) que serviam para criar uma trança que servia de ourela nas laterais do tecido.

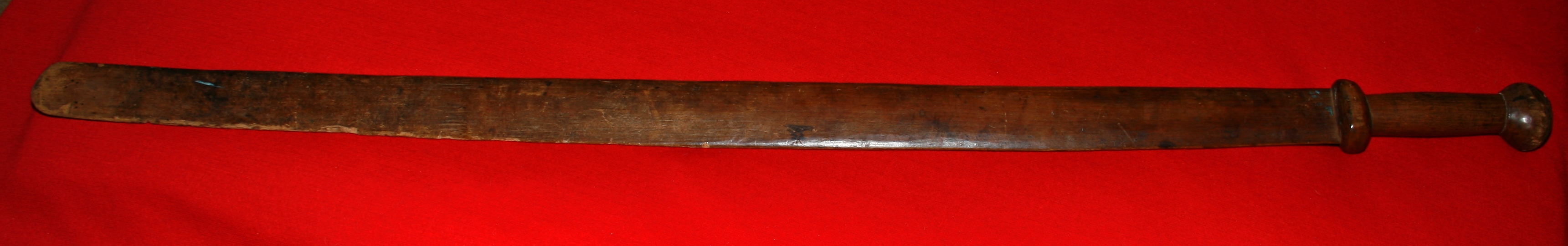
Espada de tear em madeira, para bater o fio de trama, do povo Salish da costa oeste da América do Norte